# 川井昭陽
川井 昭陽（かわい てるあき、1948年（昭和23年） - ）は広島県出身の実業家。三菱航空機社長などを務めた。

## 経歴
1948年（昭和23年）広島県に生まれる。小学生時代、自宅前の空港で離着陸する航空機に心を奪われ、エンジニアを志した。修道高等学校を経て、1971年京都大学工学部卒業。1973年京都大学大学院を修了し、三菱重工業に入社。主に国産航空機の設計に携わり、国産ビジネスジェット機「MU-300」の設計を担当。その後、名古屋誘導推進システム製作所長、三菱重工取締役、三菱航空機副社長を歴任し、2013年三菱航空機社長に就任。国産旅客ジェット機Mitsubishi SpaceJetの開発に携わったが、失敗に終わった。2015年4月1日付で、特別顧問に就任した。